# Секвалс (Порденоне)
Секвалс (итал. Sequals) је насеље у Италији у округу Порденоне, региону Фурланија-Јулијска крајина.
Према процени из 2011. у насељу је живело 859 становника. Насеље се налази на надморској висини од 210 м.

## Становништво
Према резултатима пописа становништва 2011. у општини је живело 2.221 становника.
| 1931. | 1936. | 1951. | 1961. | 1971. | 1981. | 1991. | 2001. | 2011. |
| ----- | ----- | ----- | ----- | ----- | ----- | ----- | ----- | ----- |
| 2.860 | 2.173 | 2.399 | 2.055 | 1.805 | 1.866 | 1.932 | 2.122 | 2.221 |

## Партнерски градови
- Ripa Teatina
- Chieti